# Offenes Haus Oberwart

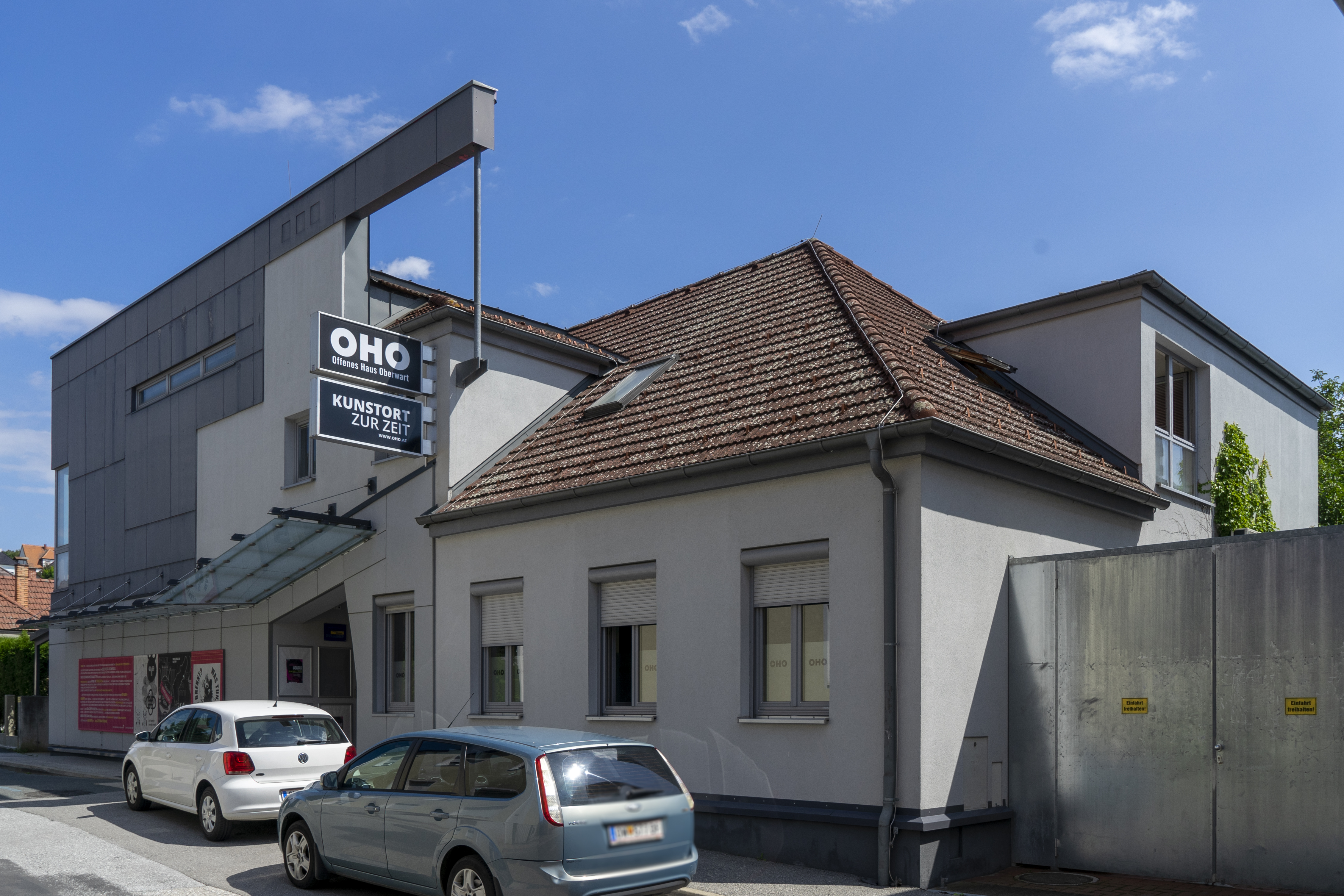
Offenes Haus Oberwart

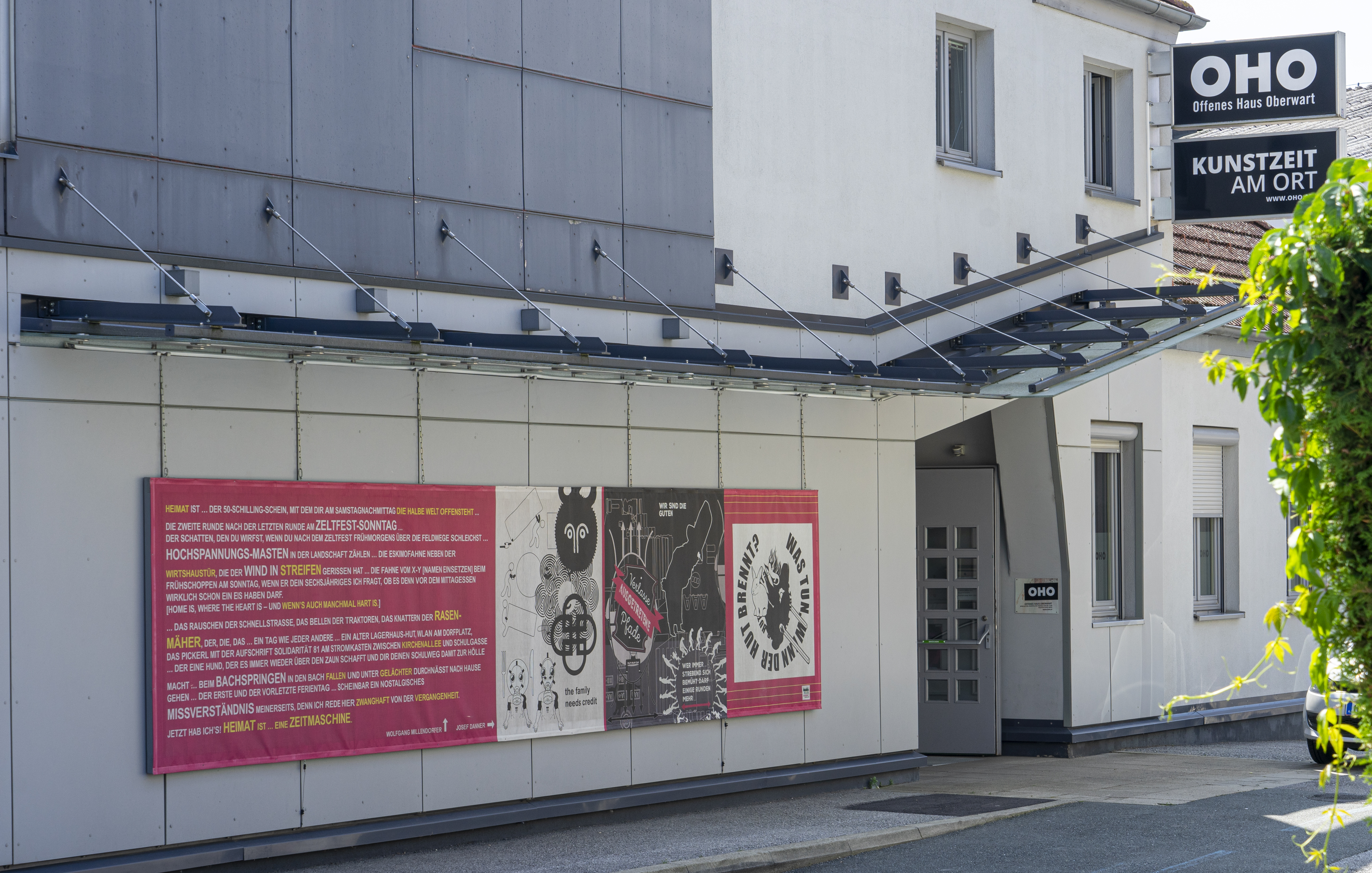
Offenes Haus Oberwart

Das Offene Haus Oberwart (Abkürzung: OHO) ist ein Kunst- und Kulturzentrum in der Stadt Oberwart im Burgenland.

## Geschichte
Das Offene Haus Oberwart ging aus dem ehemaligen „Verein Jugendhaus Oberwart“ hervor, der 1980 in Oberwart gegründet worden war und anfangs mit aktionistischer Attitüde gesellschaftliche Themen aufgriff sowie die Bevölkerung mit unaufgearbeiteten Fragen, besonders im Umgang mit der im Raum Oberwart ansässigen Volksgruppe der Roma, konfrontierte. Im Laufe der Zeit entwickelte sich an dem Ort eine autonome Kulturarbeit. Die weltpolitischen Umwälzungen des Jahres 1989, die ganz besondere Auswirkungen auf das Burgenland als Grenzland zum Ostblock hatten, führten zur Neugründung als „Offenes Haus Oberwart“. An seiner Adresse, Lisztgasse 12, wurde im Jahr 1992 der Verlag edition lex liszt 12 gegründet, der bis heute (inzwischen jedoch an einer anderen Adresse) zeitgenössische Literatur aus dem und über das Burgenland veröffentlicht.
Einen wesentlichen Einschnitt in die Geschichte des Offenen Hauses Oberwart bildete das Attentat von Franz Fuchs am 5. Februar 1995 in Oberwart bei dem vier Angehörige der Volksgruppe der Roma getötet wurden. In der nachfolgenden Aufarbeitung und Reflexion wurde die gesellschafts- wie kulturpolitische Wichtigkeit des OHO angesichts der ethnischen und kulturellen Vielfalt im Burgenland auch in der Öffentlichkeit verstärkt wahrgenommen. Im Jahr 1997 wurde das Haus von Grund auf renoviert und zum Teil neu gebaut. Architektonisch verschmolzen dabei die alten mit den neuen Teilen zu einer neuen Ganzheit. Insbesondere nach der Jahrtausendwende etablierte sich das Haus als autonomes Kunst- und Kulturzentrum mit Anspruch auf gesellschaftlichen Diskurs. Der inhaltliche Fokus liegt auf regionalen Themen von überregionaler Bedeutung. Vor allem zeitgenössische Theaterproduktionen (u. a. von Peter Wagner) waren von Anfang an ein Anliegen der Betreiber, da es im Burgenland bis heute keinen festen Ort für zeitgenössische Dramatik gibt.

## Auszeichnungen
- 2013 Österreichischer Kunstpreis für Kulturinitiativen, Laudatio Katharina Tiwald[2][3]
- 2014 Bank Austria Kunstpreis, Kategorie Regional[4]

## Tätigkeit
Heute erstreckt sich die Tätigkeit des Offenen Hauses Oberwart auf nahezu alle Bereiche der zeitgenössischen Kunst.
Es finden regelmäßig Ausstellungen bildender Künstler statt, auf dem Programm stehen Musik- und Kabarettveranstaltungen ebenso wie Lesungen und Diskussionsveranstaltungen.
Das OHO hat sich außerdem einen Namen als Bühne für Produktionen zeitgenössischer Theater- und Tanzproduktionen gemacht und veranstaltet jährlich Festivals wie die „Burgenländischen Tanztage“, die „Buchwoche“ oder das Filmfestival „borderline“.